# Dysides obscurus
Dysides obscurus là một loài bọ cánh cứng trong họ Bostrichidae. Loài này được Perty miêu tả khoa học năm 1832.